# Técnico judiciário
Técnico judiciário, no Brasil, é um servidor público do quadro de pessoal efetivo de tribunais dos estados, do Distrito Federal ou de qualquer dos demais ramos do Poder Judiciário Federal (trabalhista, eleitoral, comum e militar), que exerce a execução de tarefas de suporte técnico e administrativo.

## Requisitos e atribuições
Para o ingresso na carreira de técnico judiciário, que se dá mediante aprovação em concurso público, exige-se curso de ensino médio, curso técnico equivalente correlacionado com a especialidade, se for o caso ou superior em qualquer área (no âmbito do Poder Judiciário da União, desde a Lei 14.456/2022 que modificou o requisito de escolaridade para ingresso no cargo).
Aos técnicos judiciários incumbe desenvolver atividades em geral dos órgãos ‎onde estiverem lotados, incluindo digitação, andamento de feitos, elaboração de ‎certidões e relatórios, indexação de documentos e o atendimento ao público, entre ‎outras atividades que lhe forem cometidas pelo superior hierárquico.‎